# Eurobalíza

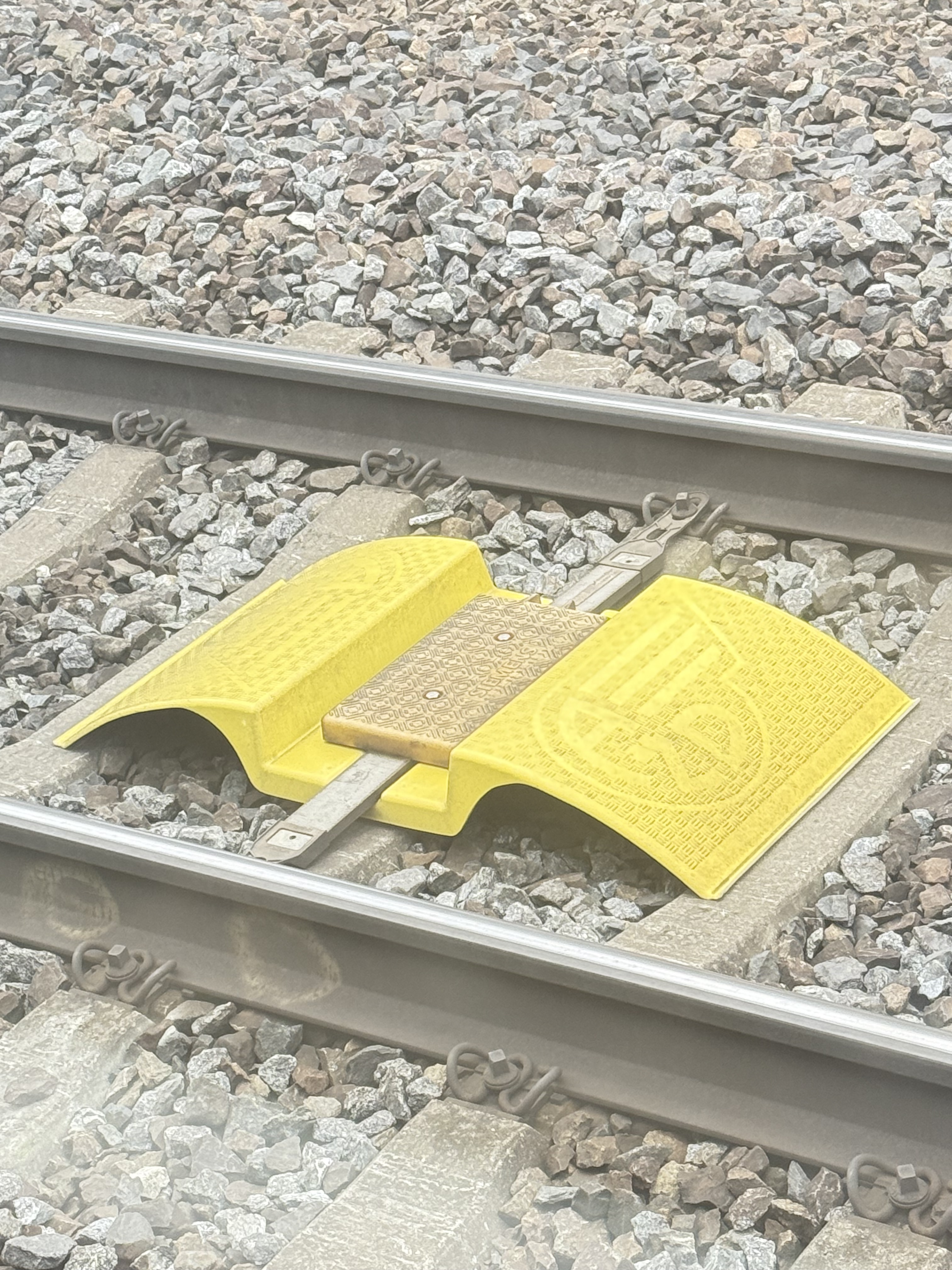
Eurobalíza v Českém Brodě

Eurobalíza je specifický typ balízy, zařízení, které je instalováno mezi kolejnicemi železniční tratě a slouží k přenosu informací zabezpečovacího systému na projíždějící vozidla. Je napájeno bezkontaktně prostřednictvím vozidla při jeho průjezdu. Eurobalízy jsou součástí evropského vlakového zabezpečovacího systému (ETCS). Obsahují naprogramované informace, které pomocí antén čte mobilní část zabezpečovacího zařízení na projíždějících vlakových soupravách. Jedna z jejich mnoha funkcí je umožnění určení správné polohy vlaku. 
V Evropě jsou používány dva typy balíz - nepřepínatelná (pevná) a přepínatelná. Typ pevné balízy, obsahující permanentní magnet, vysílá konstatní naprogramované informace a je využívána pouze k popisu tratě. Naproti tomu přepínatelná balíza umožňuje nabuzení pomocí cívek a měnit tak kód který vysílá. Může přenést například informaci o poloze návěstidla.

## Historie
Společný systém vlakového zabezpečení pro Evropu bylo dán rozhodnutím na základě normy 91/440/EHS ze dne 29. července 1991. Od roku 1993 byly zaveden první organizační rámec pro vydávání norem. Většinu patentů na kódování vlastnily společnosti GEC Alsthom a ABB. Dalším významným výrobcem těchto technologií je společnost Siemens.[zdroj?]
V roce 1998 došlo k vytvoření asociace UNISIG (Union of Signaling Industry), která spolupracovala se společnostmi Alstom, Ansaldo, Siemens, Bombardier, Invensys a Thales, aby definovaly finalizaci standardu. První základní specifikace byla od roku 1999 testovaná šesti evropskými dopravci. Výsledná specifikace Class 1 verze 2.0.0 ETCS byla zveřejněna v dubnu roku 2000.

## Použití v Česku
V České republice se od 1. ledna 2025 používají eurobalízy od výrobců AŽD a Siemens.[zdroj?]
Balízy jsou umístěny v kolejišti a slouží k přenosu informací na vozidlo, aby byla přesně identifikována poloha vozidla na trati. Přejetím vlakové soupravy nad balízou dojde k probuzení balízy a opakovanému vysílání telegramu z balízy na vozidlo. Vysílání ustává, pokud intenzita budícího pole poklesne pod definovanou mez. Analogová část na soupravě po příjmu signálu z balízy provede demodulaci a data předá do digitální části systému. Ta vyhodnotí data a vytvořený blok dat odešle do dalšího zpracování nadřazenému systému.